# أيمن الدبوسي
أيمن الدبوسي كاتب وروائي وأخصائي نفسي تونسي.

## مسيرته المهنية
عمل أيمن الدبوس كأخصائي نفسي بمستشفى الرازي بتونس بمدينة منوبة، وقد أوحت له فترة عمله بالمشفى بكتابة روايته الثانية المعنونة باسم «أخبار الرازي»، والتي تدور أحداثها حول مغامرات مختص نفسي يعمل بمستشفى الرازي، ويسعى لإعادة تشكيل شخصيات المرضى الموجودين في مستشفى الأمراض النفسية بأسلوب يماهي بين الواقع والخيال، ويطرح مفهوم الجنون بين العلم والخيال الأدبي الرومنتيكي، فيصف الفقر الفاحش، وعدم قبول الاختلاف، والبؤس الذي يعتري حياة المرضى بالجنون الأعظم.
في روايته المعنونة باسم "انتصاب أسود" يناقش أيمن الدبوسي حال الشباب الحالمين عقب ثورة الياسمين في تونس، وكيف اختلطت أحلام الحرية بالرغبات، والنزوات، وجلسات معاقرة الخمر، والقيء الناجم عن كثرة الشراب، ولا تخلو الرواية من مهاجمة الإمبريالية الأمريكية والفكر الاستعماري في الفصل السادس من الرواية والمعنون باسم «رسائل إلى أمريكا».
وفي مجموعته القصصية المعنونة باسم «انقلاب العين» يناقش أيمن الدبوسي من خلال سبعة قصص مفهوم العائلة في العالم العربي، وكيف يرى بعض الآباء أبناءهم كحيوانات أليفة لا يخفون أمامها أشد رغباتهم جموحا.
كتب أيمن الدبوسي أيضا إلى جانب أعماله الروائية العديد من المقالات والقصص لعدد من الصحف والمجلات الورقية والإلكترونية المحلية والعربية، ومن بينها جريدة السفير العربي، وجريدة السفير الببنانية.
تميّزت كتابات الروائي أيمن الدبوسي بالجرأة الشديدة على مستوى المضمون ولغة وأسلوب السرد، والخوض في أغوار النفس البشرية بما يعتريها من رغبات قد تكون بالغة الجنون والجموح في بعض الأحيان.

## مؤلفاته
ألف أيمن الدبوسي العديد من الروايات، والتي تنتمي في مجملها إلى الأدب الأيروتيكي، ومنها:
- انتصاب أسود (رواية): صدرت عام 2016 عن دار منشورات الجمل للنشر والتوزيع ببيروت.[7][8]
- أخبار الرازي (رواية): صدرت عام 2017 عن دار منشورات الجمل للنشر والتوزيع ببيروت.[9][10]
- انقلاب العين (مجموعة قصصية): صدرت عام 2021 عن دار منشورات الجمل للنشر والتوزيع ببيروت، وتضمنت 7 قصص قصيرة.